# Pfarrkirche Maria, Heil der Kranken (Wien)

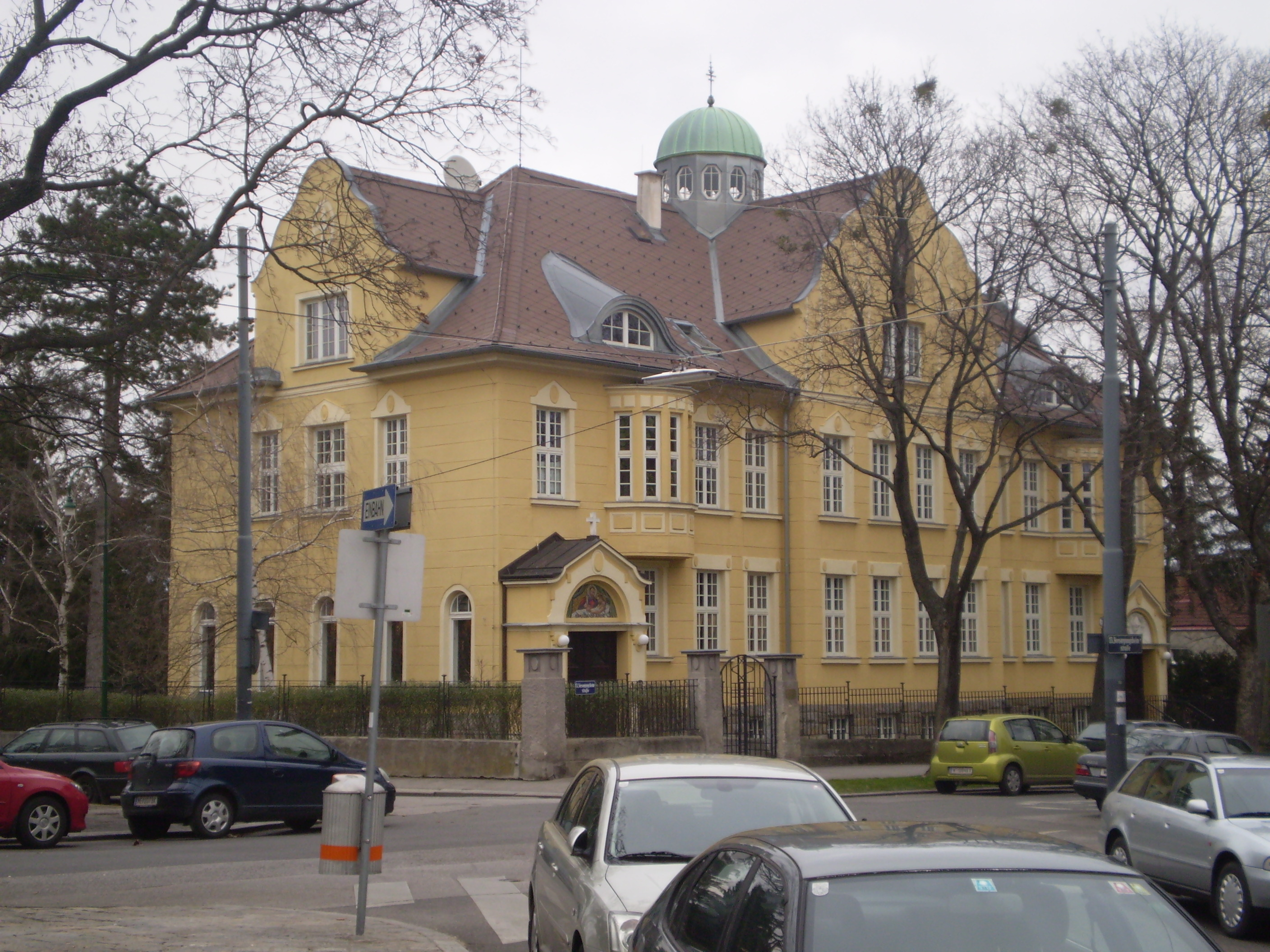
Katholische Pfarrkirche Maria, Heil der Kranken in Wien-Hietzing

Die Pfarrkirche und Ordenskirche Maria, Heil der Kranken ist eine römisch-katholische Kirche im Bezirksteil Lainz im 13. Wiener Gemeindebezirk Hietzing. Sie liegt am Versorgungsheimplatz in der Versorgungsheimstraße 72 und steht unter Denkmalschutz (Listeneintrag). 
Das Ordenshaus der Kamillianer ist eine zweigeschoßige Villa im secessionistischen Stil. Der Orden wurde zur seelsorglichen Betreuung des Versorgungsheimes Lainz nach Wien gerufen. Das Ordenshaus ist das Gründungskloster der österreichischen Provinz des Ordens. Das Gebäude wurde von 1909 bis 1910 nach den Plänen des Architekten Josef Bertha errichtet. Die in einem Garten frei stehende Villa mit einem rechteckigen Grundriss hat allseitig einen starken mittigen geschweiften Giebel und dachmittig eine Tambourkuppel mit umlaufendem Fensterkranz, mit Fenstern in oktogonaler Randung. Die Kirche ist ein in die Villa integrierter, kleiner fünfjochiger Rechtecksaal mit Kreuzrippengewölbe über Gurten auf Pilastern mit secessionistischen Lorbeerkapitellen.